# Política de Dinamarca

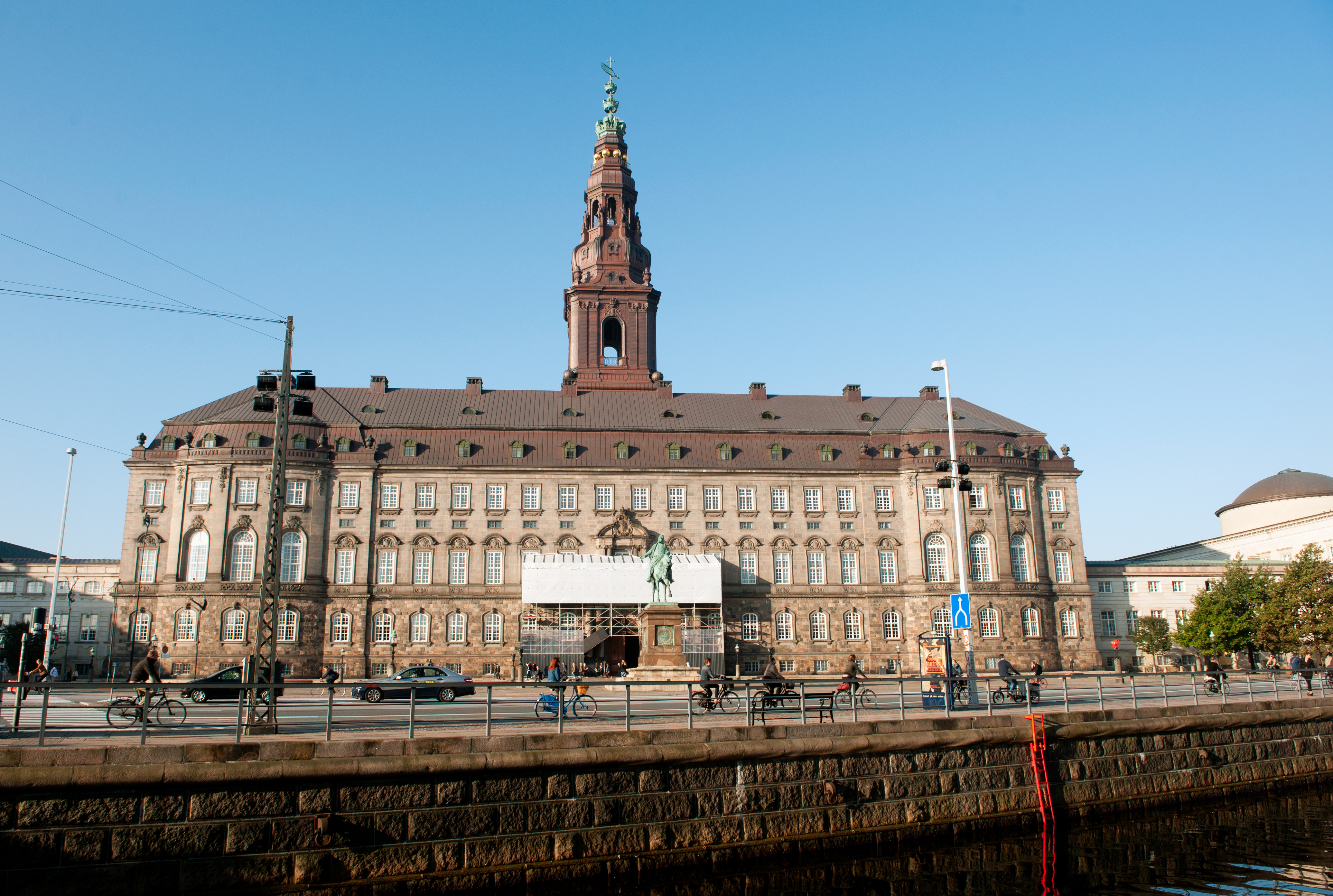
Palacio de Christianborg. Sede del poder ejecutivo, legislativo y judicial de Dinamarca

Dinamarca es una monarquía constitucional con una lista de monarcas que se ha mantenido de forma continua por un periodo de más de 1000 años (excepto en un periodo de interregnos entre 1332 y 1340). El monarca actual, el Rey Federico X, tiene numerosas funciones de tipo ceremonial; tal vez la función más relevante es la de designar al primer ministro y al gabinete de Dinamarca, responsables de la administración del gobierno. Sin embargo, tiene que realizar consultas con los diferentes líderes parlamentarios antes de la designación, ya que el gabinete puede ser destituido mediante una moción de censura presentada en el Folketing, el Parlamento danés. Los miembros del gabinete no tienen por qué ser parlamentarios.
Entre 1849 y 1953 el Folketing fue una cámara bicameral. En 1953 la nueva Constitución estableció un sistema unicameral, formado por no más de 179 miembros, de los cuales dos proceden de Groenlandia y dos de las Islas Feroe. Las elecciones se celebran con mínimo cada cuatro años aunque el primer ministro tiene la potestad de convocar elecciones anticipadas. Los miembros del Folketing se eligen por un complicado sistema de representación proporcional: cualquier partido que reciba al menos el 2% de los votos totales tiene representación. El resultado de este sistema es una gran cantidad de partidos políticos (en el Parlamento actual están presentes siete partidos). El partido más votado recibió en las elecciones del 2005 el 29% de los votos. La participación en las elecciones tiene una media del 85%.
Dinamarca está dividida administrativamente en cinco regiones y éstas en municipios, un total de 98. Esta organización territorial está vigente desde el 1 de enero de 2007 tras ser abolida la histórica división del territorio en 13 distritos.
Las Islas Feroe y Groenlandia tiene su propio gobierno autónomo, con un alto comisionado que actúa como representante del gobierno danés en el territorio. El gobierno autónomo es el responsable de las políticas locales; las relaciones internacionales, la política monetaria y la de defensa dependen directamente del gobierno danés.

## Condiciones políticas
La vida política en Dinamarca es ordenada y democrática. Los cambios políticos se producen de forma gradual a través de un proceso consensuado.
Los Social-demócratas, definidos históricamente como un movimiento obrero bien organizado pero que hoy en día representan más a la clase media, se han mantenido en el poder durante la mayor parte de las legislaturas posteriores a la Segunda Guerra Mundial. Desde 1982 hasta 1993 y desde las elecciones de 2019, Dinamarca está gobernada por Mette Frederiksen, actual primera ministra.